# Thé à Singapour
Le thé à Singapour vient essentiellement des influences de la colonisation de la région par le Royaume-Uni.

## Histoire
La première mention de l'afternoon tea qui soit conservée est l'organisation de cet événement à l'arrivée du bateau Maria Rickmers, le 7 juin 1892. Le commerce avec la Chine a aussi influencé sa consommation.
Le 24 décembre 1904, un prêtre conseille d'éviter de propager des rumeurs pendant l'afternoon tea. Alors qu'il vient d'arriver du Royaume-Uni, un journal local indique que la pratique n'est pas inconnue à Singapour. Le thé semble venir de l'influence britannique essentiellement.
Après la Seconde Guerre mondiale, les femmes britanniques vivant à Singapour continuent à consommer le thé de l'après-midi, mais les femmes autochtones ne semblent pas adopter la pratique.

## Consommation
Le Teh Tarik est un thé au lait ; le Teh Halila est la même recette avec du gingembre ajouté.

## Demande
Les habitants de Singapour consomment en moyenne 372 grammes de thé par personne et par an, surtout du thé vert, du Teh Tarik et du thé aux perles.
Un thé consommé à Singapour est le Tieguanyin. Il est cependant différent de celui consommé ailleurs et appelé Nanyang Tie Guanyin, d'après le nom donné en Chine à l'Asie du Sud-Est quand les coolies, qui boivent du thé, s'installent dans la région. Ce thé est ensuite importé, surtout depuis la Malaisie.

## Commerce

### Importation
Singapour importe entre autres ses thés de la Papouasie-Nouvelle-Guinée et de la Malaisie. Il importe la majorité de ses thés de Chine.